# 七海弘希
七海弘希（日语：／ Nanami Hiroki，1月16日—），暱稱KAI，是原寶塚歌劇團星組男役。出生於茨城縣水戶市，縣立水戶第二高等學校出身。

## 出演作品

### 電視動畫
2014年
- 愚者信長（上杉·謙信）

2020年
- 織田肉桂信長（三津秀人）
- number24（兒時夏紗）
- 索瑪麗與森林之神（靜野）
- 淘氣貓2020：家有圓圓？！～我家的圓圓你知道嗎～（阿海）
- GIBIATE（鳩波彩愛）
- 萌蛙匹克 -心情的顏色-

2021年
- 美少年偵探團（麗）
- 暗夜第六感 2041（霧原直人〈幼年〉）
- 歌劇少女!!（里美星[1]）
- VISUAL PRISON 視覺監獄（伊芙·路易茲）
- 通靈王（第2作）（麻倉葉王）

2022年
- INSECT LAND（テオ）
- RWBY 冰雪帝國（シオン・ザイデン[2]）

2023年
- 六道的惡女們（布留川葵[3]）
- 肌肉魔法使-MASHLE-（阿比斯·雷澤[4]）
- 尸體如山的死亡遊戲（細呂木雅）
- 勇者赫魯庫（艾迪爾[5]）
- 藥師少女的獨語（女華[6]）

2024年
- 肌肉魔法使-MASHLE- 神覺者候補選拔試驗篇（阿比斯·雷澤）
- 戰國妖狐（千夜[7]）
- 烏鴉不擇主（濱木綿[8]）
- 戰國妖狐 千魔混沌篇（千夜）
- 四處貼上吧！小狗（角輝）
- 敗北女角太多了！（放虎原雲雀[9]）

2025年
- 想星的亞庫艾里翁 Myth of Emotions（桑[10]）
- Bad Girl 不良少女（森春樹）
- 轉生為白豬貴族的我，運用前世記憶養育雛鳥般的弟弟（拉拉[11]）
- 地球拉泰爾（魁札爾[12]）
- GNOSIA（拉琪奧[13]）

### 動畫電影
2023年
- 北極百貨的秋乃小姐（孔雀[14]）

### 網路動畫
2023年
- GOOD NIGHT WORLD（雙叉戟[15]）

### 遊戲
2024年
- 寶可夢大師（也慈）

### 電視劇
- 到了聯誼會上發現連一個女生都沒有的故事（2022年10月21日 - 12月23日，關西電視台）- 蘇芳（主演）

## 外部連結
- 官方网站
- 七海弘希官方網站 （页面存档备份，存于） - 國王唱片
- 七海弘希的X（前Twitter）
- 七海弘希的Instagram帳戶
- YouTube上的七海弘希頻道
- 東京都會電視台網站七海ひろき簡介宝塚カフェブレイク登場人物七海ひろき，存档于Archive.today（存檔日期 20250422）